# Tefrita
|  | No s'ha de confondre amb Tefroïta. |

La tefrita  (del grec τέφρα, téphra; «cendra») és una roca ígnia i volcànica (extrusiva), amb textura entre afanítica i porfírica. El mineral conté feldespatoides abundants (leucita o nefelina), plagiòclasi i una mica de feldespat alcalí. Els piroxens (clinopiroxens) són minerals accessoris comuns. No hi ha quars ni olivina. La tefrita és de color gris.
Es pot trobar fonolita-tefrita al Monte Vulture a la regió de Basilicata d'Itàlia, intrusions basanita-tefrita a Namíbia, i leucita-nefelina-tefrita a Hamberg bei Neckarelz a prop d'Heidelberg, Alemanya.
Una roca semblant però amb oliví s'anomena basanita

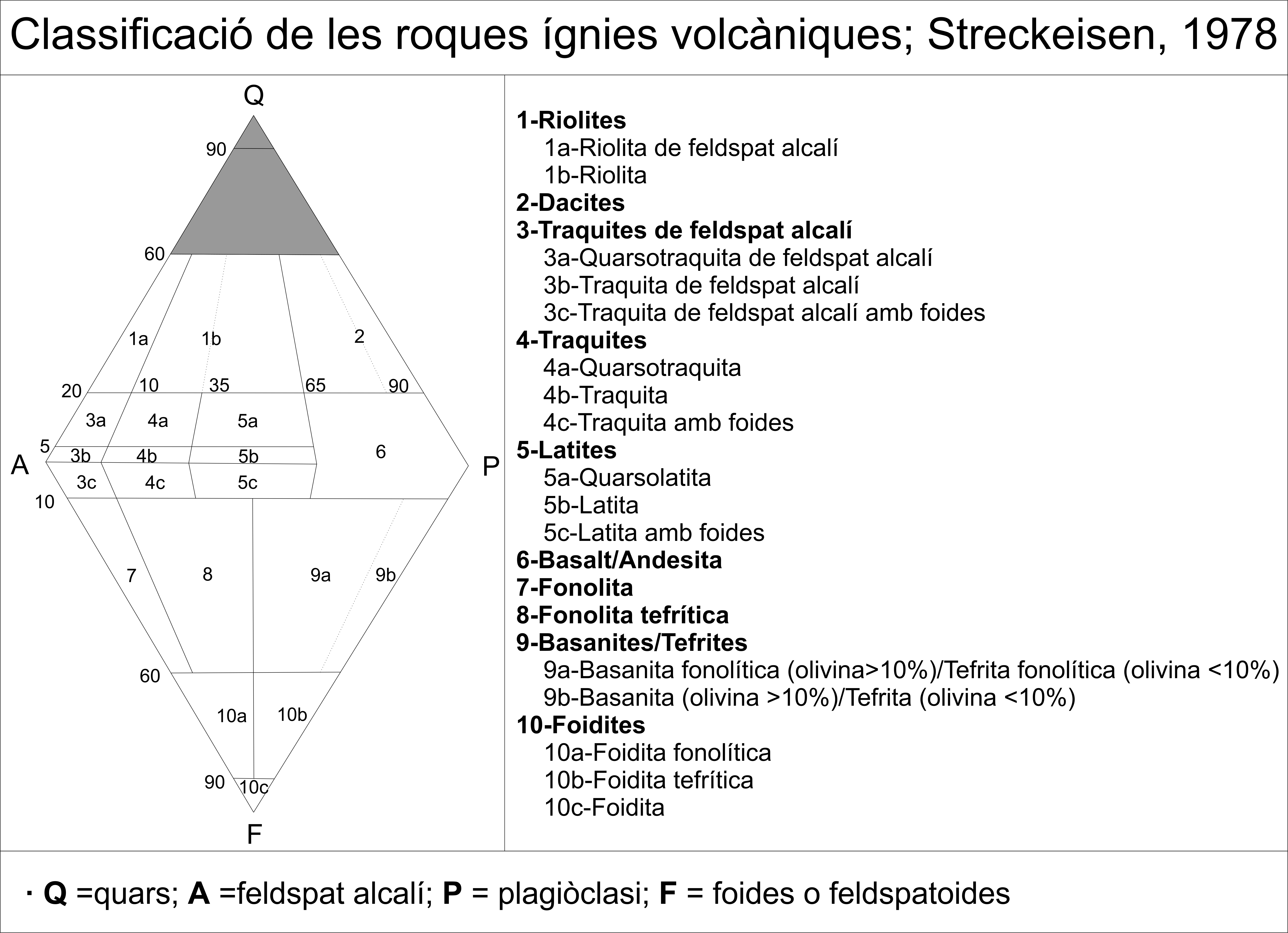
Diagrama QAPF (Streckeisen). Podem trobar la tefrita al lloc 8, 9 (9a i 9b), i 10b.
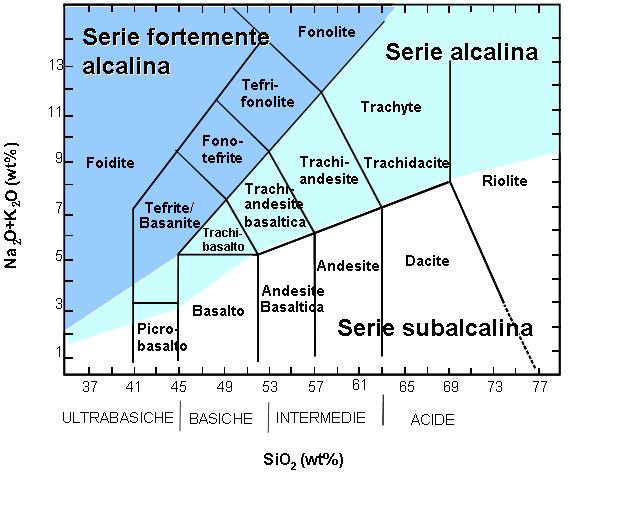
Classificació TAS